# Rocafera
Rocafera (Ròcafèra en occità, Roquefère en francès) és una comuna occitana, situada al departament francès de l'Aude, regió d'Occitània. Es troba a les faldes de la Muntanya Negra, dins la regió històrica del Cabardès, a 117 km de Tolosa, 24 km de Carcassona i Masamet i a 7 km de Las Tors i 2 km de Lo Mas de Cabardès (cap del cantó).
El blasonament de l'escut és: De sable amb dos pals d'or.

## Geografia
El poble està situat a 330 m sobre el nivell del mar, al cor de Cabardès. Està envoltat per un meandre que forma la vall de Riutort, afluent de Orvièlh. Rocafera ha crescut al voltant del castell, que van construir al segle xii sobre un aflorament rocós. El municipi Inclou també dos llogarets: Sant Julian i Cubserviès, situats a 650 i 730 m sobre el nivell del mar respectivament, accessibles per una carretera estreta i sinuosa que puja pel vessant de la muntanya.

### Clima
La comuna es beneficia d'un clima temperat a la confluència entre les influències oceàniques i mediterrànies. Tot i això, al fons de la vall hi dominen les influències mediterrànies. Les temperatures poden enfilar-se per sobre dels 30 °C a l'estiu, malgrat que sigui poc freqüent. A l'hivern, per la seva banda, les temperatures rarament baixen per sota dels 0 °C. La pluviositat hi és prou abundant, dins l'ordre de 800 mm.

## Demografia
| 1901 | 1906 | 1911 | 1921 | 1926 | 1931 | 1936 | 1946 | 1954 | 1962 | 1968 | 1975 | 1982 | 1990 | 1999 | 2006 | 2011 | 2016 |
| ---- | ---- | ---- | ---- | ---- | ---- | ---- | ---- | ---- | ---- | ---- | ---- | ---- | ---- | ---- | ---- | ---- | ---- |
| 203  | 213  | 201  | 150  | 124  | 111  | 111  | 105  | 98   | 25   | 50   | 39   | 44   | 57   | 56   | 80   | 69   | 79   |